# Los 8 escalones del millón
Los 8 escalones de los tres millones (mayormente conocido como Los 8 escalones del millón) es un programa de televisión argentino creado por la productora Endemol y conducido por Guido Kaczka desde 2021 hasta 2025, en distintos horarios en la tarde y la noche. Es la continuación del formato original Los 8 escalones. Desde el 5 de agosto de 2025, el programa fue lanzado nuevamente con la conducción de Carolina «Pampita» Ardohain.

## Equipo

### Conductor
- Guido Kaczka (2021-2025)
- Carolina «Pampita» Ardohain (2025-presente)

### Jurados
- Gastón Edul (2023-presente)
- Evangelina Anderson (2024-presente)
- Maru Botana (2025-presente)
- Marcelo Polino (2025-presente)
- Carolina Ardohain (2021-2025)
- Nicole Neumann (2021-2025)
- Carmen Barbieri (2021-2025)
- Martín Liberman (2021-2022)
- Gino Tubaro (2021-2022)
- Santiago do Rego (2021-2024)
- Marina Calabró (2022-2023)